# Campeonato Baiano de Futebol de 2019
O Campeonato Baiano de 2019 foi a 115.ª edição desta competição futebolística organizada pela Federação Bahiana de Futebol (FBF). O torneio teve inicio em 19 de janeiro e se encerrou no dia 21 de abril de 2018.
O título desta edição ficou com o Bahia, que terminou a fase inicial na terceira colocação e prosseguiu superando Atlético de Alagoinhas e Bahia de Feira. Este último foi o adversário da final, quando o clube de Salvador venceu por 2 a 1 no placar agregado. O feito significou o quadragésimo oitavo título do Bahia na história da competição, o segundo conquistado de forma consecutiva.
O rebaixamento para a segunda divisão de 2020 foi definido na última rodada da fase inicial, quando o Jequié acabou sendo goleado pelo Bahia. Com uma campanha de uma vitória, quatro empates e quatro derrotas, o clube somou sete pontos e terminou sendo ultrapassado pelo Jacobina.

## Participantes e regulamento
O regulamento do Campeonato Baiano de 2019 permaneceu o mesmo do ano anterior: numa primeira fase, as dez agremiações participantes se enfrentaram em turno único com pontos corridos. Após nove rodadas, o último colocado foi rebaixado para a segunda divisão, enquanto os quatro primeiros se qualificaram para as semifinais. Após partidas de ida e volta das semifinais, disputadas entre o clube melhor colocado na primeira fase e o quarto melhor e entre o segundo e o terceiro, os dois vencedores avançaram para a final. Esta terceira e última fase foi disputada também em duas partidas, com o mando de campo da última partida para o clube com melhor campanha (considerando pontos ganhos, saldo de gols e, persistindo o empate, disputa por pênaltis).
Além das nove agremiações que permaneceram no escalão na temporada anterior, a edição foi disputada por um novo integrante, o Atlético de Alagoinhas.
Os dez participantes desta edição foram:
- Alagoinhas Atlético Clube
- Esporte Clube Bahia
- Associação Desportiva Bahia de Feira
- Fluminense de Feira Futebol Clube
- Jacobina Esporte Clube
- Esporte Clube Jacuipense
- Associação Desportiva Jequié
- Sociedade Desportiva Juazeirense
- Esporte Clube Vitória
- Esporte Clube Primeiro Passo Vitória da Conquista

## Resultados

### Primeira fase
- Atlético de Alagoinhas e Bahia de Feira empataram no número de pontos. O posicionamento final foi determinado pelos critérios de desempate, o saldo de gols.
- Vitória e Vitória da Conquista empataram no número de pontos. O posicionamento final foi determinado pelos critérios de desempate, o número de vitórias.
- Jacuipense e Juazeirense empataram no número de pontos. O posicionamento final foi determinado pelos critérios de desempate, o número de vitórias.
- Fonte: Federação Bahiana de Futebol

### Fases finais
|  | Semifinais             | Semifinais | Semifinais | Semifinais |   |                | Final | Final | Final | Final |
|  |                        |            |            |            |   |                |       |       |       |       |
|  | Vitória da Conquista   | 1          | 1          | 2          |   |                |       |       |       |       |
|  | Bahia de Feira         | 1          | 2          | 3          |   |                |       |       |       |       |
|  | Bahia de Feira         | 1          | 2          | 3          |   | Bahia de Feira | 1     | 0     | 1     |       |
|  |                        |            |            |            |   | Bahia de Feira | 1     | 0     | 1     |       |
|  |                        | Bahia      | 1          | 1          | 2 |                |       |       |       |       |
|  | Bahia                  | Bahia      | 1          | 1          | 2 | 3              | 2     | 5     |       |       |
|  | Bahia                  |            |            |            |   | 3              | 2     | 5     |       |       |
|  | Atlético de Alagoinhas | 0          | 0          | 0          |   |                |       |       |       |       |

- Em itálico, os clubes que possuem o mando de jogo na partida de ida. Em negrito, os vencedores do confronto.
- Este chaveamento foi adaptado para uma melhor visualização.
- Fonte: Federação Bahiana de Futebol